# Maragua
Maragua es una localidad de Kenia, con estatus de villa, perteneciente al condado de Muranga.
Tiene 32 315 habitantes según el censo de 2009. Es el lugar de origen de la famosa cantante noruega Stella Mwangi. Se sitúa en el centro del condado.

## Demografía
Los 32 315 habitantes de la villa se reparten así en el censo de 2009:
- Población urbana: 6491 habitantes (3032 hombres y 3459 mujeres)
- Población periurbana: 19 883 habitantes (9846 hombres y 10 037 mujeres)
- Población rural: 5941 habitantes (2894 hombres y 3047 mujeres)

## Transportes
Se sitúa sobre la carretera C71, que es un desvío de la A2 que une Kabati con el condado de Kirinyaga sin pasar por Makuyu. Al sur de Maragua sale hacia el oeste la C70, que lleva al parque nacional de Aberdare.